# Blanca Canales
Pour les articles homonymes, voir Canales (homonymie).
Blanca Canales était une nationaliste portoricaine née le 17 février 1906 à Jayuya, Porto Rico et morte le 25 juillet 1996 dans la même ville. Elle est principalement connue pour avoir mené la Révolte de Jayuya (en) en 1950.